# Eyes Wide Open (Gotye)
Eyes Wide Open è il primo singolo ad essere pubblicato da Gotye dall'album Making Mirrors il 5 novembre 2010; come A-Side di Atimot ot Edo e Smoke and Mirrors. La canzone è stata scritta e prodotta da Gotye.

## Video musicale
Un video musicale promozionale di Eyes Wide Open diretto da Brendan Cook è stato pubblicato su YouTube il 25 ottobre 2010.

## Tracce
Download Digitale
1. Eyes Wide Open -3:07

10" Vinyl
1. Atimot ot Edo
2. Eyes Wide Open
3. Smoke and Mirrors
4. Eyes Wide Open (PVT Remix)

## Classifica
| Classifica (2010) | Posizione massima |
| ----------------- | ----------------- |
| Australia         | 55                |
| Belgio (Fiandre)  | 33                |